# 210030 Taoyuan
210030 Taoyuan este un asteroid din centura principală de asteroizi.

## Descriere
210030 Taoyuan este un asteroid din centura principală de asteroizi. A fost descoperit pe 24 iunie 2006 la Observatorul Lulin de Ting Chang Yang și Quan-Zhi Ye. Asteroidul prezintă o orbită caracterizată de o semiaxă mare de 2,26 ua, o excentricitate de 0,08 și o înclinație de 7,3° în raport cu ecliptica.